# Giovanni Battista Ponchini
Giovanni Battista Ponchini detto "Bazzacco" o "Bozzato" (Castelfranco Veneto, anni 1510 – prima del 1577) è stato un pittore italiano.

## Biografia

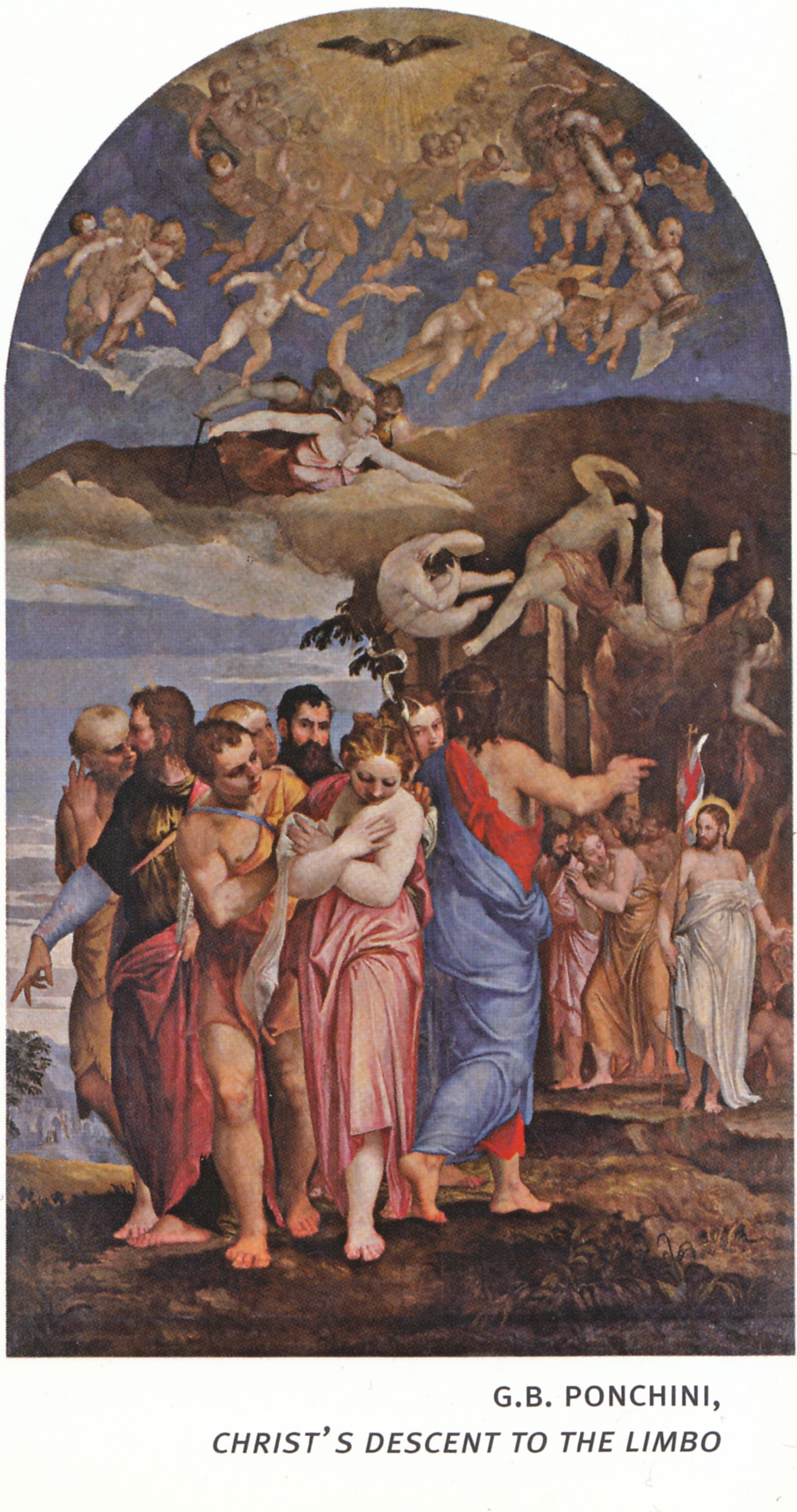
Discesa di Cristo agli Inferi, Duomo di Castelfranco Veneto.

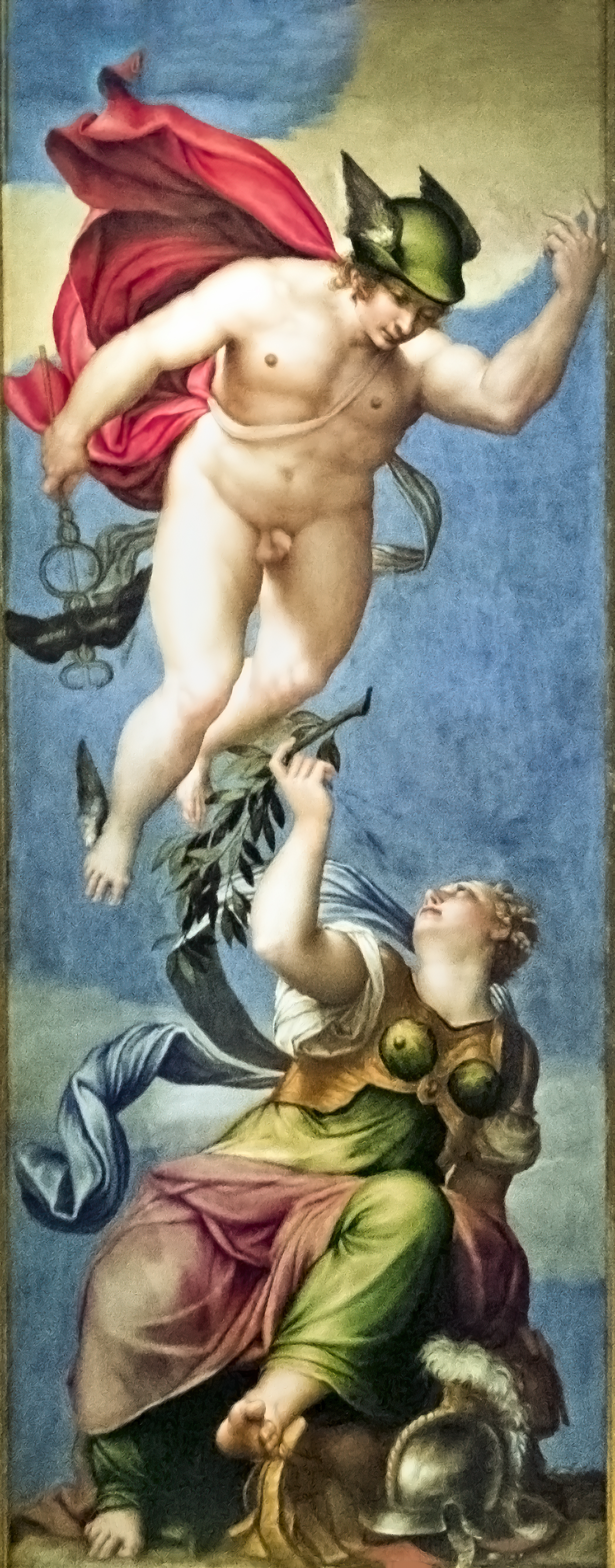
Mercurio e Minerva, particolare del soffitto della Sala del Consiglio dei dieci di Palazzo ducale.

Nacque da Bernardino e da Maddalena Piacentini. Il padre era forse originario di Verona e fu noto a Castelfranco come avvocato e uomo politico; difficile identificarlo con un omonimo poeta amico di Girolamo Ruscelli, in quanto risultava già morto nel 1546 (mentre il letterato era ancora in vita nel 1565). La madre proveniva da una delle più importanti famiglie della nobiltà locale.
Di Giovanni Battista non si hanno notizie fino al 20 aprile 1536, quando nei registri della Tesoreria pontificia venne inserita una nota riguardante il pagamento di venti scudi a «maestro Battista da Castelfranco pintore». A partire dallo stesso anno, inoltre, risulta iscritto all'Accademia di San Luca - con il nome di Giovanni Battista Bazzacco - come pittore al servizio del cardinale Francesco Corner. Della sua attività romana si sa poco: sono documentati suoi interventi all'Aracoeli (1536-1546) e un importante lavoro grafico raffigurante il Giudizio universale di Michelangelo; a quest'ultima attività si riferiva una lettera del 1546 indirizzata da Pietro Aretino ad Enea Vico, in cui il primo esortava l'altro a concludere un'incisione basata sui disegni del Ponchini.
Si può ipotizzare che, all'inizio degli anni Quaranta, il Vico e il Ponchini avessero collaborato per riprodurre l'opera di Michelangelo su rame. Presumibilmente, Vico abbandonò in seguito il progetto, mentre Ponchini cercò di portarlo avanti, tant'è vero che il 12 giugno 1569 ospitò nella sua casa fuori Padova Cosimo Bartoli, Alessandro Vittoria e Giovanni Antonio Rusconi per mostrargli il «cartone di matita nera» del Giudizio.
Verosimilmente, morto il cardinale Francesco Corner, passò al servizio del cardinale Marino Grimani. Deceduto anche quest'ultimo, tornò nella città natale, dove è attestato nell'ottobre del 1546. Il 16 maggio 1548 si trovava in villa Barbaro a Maser, dove firmò un atto notarile con il collega Girolamo Muziano. Poco dopo abbracciò la vita consacrata; la data precisa non è nota, ma sappiamo che il 14 giugno 1550 ricevette un canonicato presso la collegiata di Santa Maria de Bigollis a Orzinuovi; negli anni seguenti riuscì ad ottenere ben nove benefici, dei quali il più importante era quello di San Pietro a Creola dove risiedette, almeno formalmente, per il resto della sua vita.
La sua attività pittorica, tuttavia, non subì rallentamenti. Del 1551 è la Discesa di Cristo agli Inferi per il Duomo di Castelfranco Veneto, ma è probabile che, al contempo, lavorasse anche per privati nella realizzazione di affreschi. Verso il 1553 ebbe una prestigiosissima commissione, la decorazione dei soffitti della sala del Consiglio dei dieci nel Palazzo ducale. Narra Giorgio Vasari nelle sue Vite che la scelta cadde sul Ponchini per puro favoritismo (sono note le sue relazioni con alcune potenti famiglie del patriziato veneziano, come i Corner, i Grimani, i Pisani e i Barbaro), tanto che, resosi conto di non essere all'altezza del compito, fu costretto a chiedere la collaborazione di Paolo Veronese e Giovanni Battista Zelotti. Va però detto che artisti più celebri non erano in quel momento disponibili (Tiziano si rivolgeva alla corte asburgica, Tintoretto non era ancora coinvolto negli intrighi di palazzo) e che comunque lo stesso Ponchini aveva un certo talento, in grado di soddisfare i gusti michelangioleschi dei rinnovatori del Palazzo ducale, come Daniele Barbaro e Vittore Grimani.
Attorno al 1553 fu accusato di eresia e sodomia al Sant'Uffizio, ma venne rapidamente scagionato. L'anno successivo la pala di Castelfranco venne censurata dal suffraganeo vescovile di Treviso, Giovan Francesco Verdura, con le generiche motivazioni di "disonestà" e "turpitudine" che già avevano colpito il Giudizio di Michelangelo al quale si ispirava.
Negli anni successivi intensificò i suoi rapporti con la Curia romana (è dell'8 agosto 1556 un breve pontificio che lo esonerava dal pagamento delle decime). Di certo si trovava a Roma tra il 4 luglio e l'8 settembre 1558, quando vennero registrati dalla Tesoreria vaticana diversi pagamenti per un quadro commissionatogli da papa Paolo IV.
Ma già l'11 novembre era tornato in patria, essendo attestato nuovamente in villa Barbaro a Maser per presenziare alla stesura di un rogito. Sul finire degli anni 1560 affittava una sua casa di Padova al pittore Dario Varotari, del quale divenne più tardi suocero avendone sposato la figlia Samaritana. Ciò fa supporre anche un rapporto di collaborazione professionale, anche perché il Ponchini era attivo ma avanti negli anni.
L'ultima attestazione della sua attività è della primavera del 1572, quando dipinse a Venezia una Battaglia navale per il doge Alvise I Mocenigo.
La data di morte non è nota. Sappiamo che il 13 febbraio 1577 il beneficio di San Pietro di Creola fu assegnato a don Nicolò Fausto, segnò che il Ponchini era ormai spirato.